# Indoor
Indoor is de Engelse aanduiding voor een sport (in het bijzonder atletiek) of meer algemeen activiteit die binnen wordt beoefend.
Als voorvoegsel wordt het tevens gebruikt bij sporten die van oorsprong buitenshuis worden beoefend, zoals:
- indoormotorcross
- indoorskiën

Het Nederlandse equivalent is zaal-, bijvoorbeeld:
- zaalhockey
- zaalvoetbal

Bij de indoorvarianten worden vaak afwijkende spelregels gebruikt.
Ook bij achtbanen en darkrides wordt deze term gebruikt. Dit wil zeggen dat een indoorachtbaan gedeeltelijk of geheel binnen is, en misschien donker is. In veel gevallen wordt er dan met licht- en geluidseffecten gewerkt. Een bekend voorbeeld van een indoorachtbaan is de Space Mountain uit Disneyland Paris.
De betekenis van de Engelstalige term mall is dat het gaat om een overdekt, indoor winkelcentrum (en niet om een gewoon niet-overdekt winkelcentrum).
Tot slot wordt de term indoor ook gehanteerd om aan te geven dat een muziekfestival niet plaatsvindt op een festivalweide maar in een overdekte ruimte.